# Волжанин-6270
Волжанин-6270 — 15-метровый трёхосный односекционный городской автобус особо большого класса производства ВАП Волжанин. Один из самых длинных односекционных автобусов в мире. Предназначен для работы на городских маршрутах с большим пассажиропотоком. Автобус соответствует нормам экологической безопасности Евро-3.
Изначально с 2001 года автобус выпускался только в высокопольной версии, но с 2005 года начался выпуск полунизкопольной модификации, которая почти на полметра короче высокопольной. Автобус выпускался до начала 2008 года, фактически на смену данному автобусу, начался выпуск более современного автобуса такого же класса Волжанин СитиРитм-15, построенного на заводском шасси.
По состоянию на 2022 год произведено около 270 автобусов этой модели. Эксплуатируются в Санкт-Петербурге, Волгограде, Волжском, Владимире, Рыбинске.

## Модификации
- Волжанин-6270.00 - базовая высокопольная модель
- Волжанин-6270.10 - полунизкопольная модификация для Москвы

## Технические характеристики
| Технические характеристики                      |                                          |                                          |
| Модификация                                     | Волжанин-6270.00                         | Волжанин-6270.10                         |
| Класс                                           | особо большой                            | особо большой                            |
| Назначение                                      | городской                                | городской                                |
| Колесная формула                                | 6 × 2                                    | 6 × 2                                    |
| Тип кузова                                      | цельнометаллический, вагонной компоновки | цельнометаллический, вагонной компоновки |
| Ресурс кузова                                   | 10                                       | 10                                       |
| Длина / ширина / высота                         | 15 220 мм / 2500 мм / 3150 мм            | 14 750 мм / 2500 мм / 3150 мм            |
| База                                            | 7380 мм + 1500 мм                        | 6950 мм + 1500 мм                        |
| Шасси                                           | Scania L94UB 6x2                         | Scania L94UB 6x2                         |
| Количество дверей                               | 3                                        | 3                                        |
| Мест (в том числе посадочных)                   | 145 (30)                                 | 115 (31)                                 |
| Масса снаряженная / полная                      | 15 280 кг / 25 000 кг                    | 14 520 кг / 23 500 кг                    |
| Мост                                            | SCANIA, ADA 1300                         | SCANIA, ADA 1300                         |
| Рулевой механизм                                | ZF 8098                                  | ZF 8098                                  |
| Нагрузка на переднюю / среднюю / заднюю ось     | 7000 кг / 11 500 кг / 6500 кг            | 7000 кг / 10 210 кг / 6290 кг            |
| Двигатель:                                      | SCANIA DC 903, дизельный                 | SCANIA DC 903, дизельный                 |
| Двигатель: Количество и расположение цилиндров: | 6R                                       | 6R                                       |
| Двигатель: Нормы экологической безопасности:    | Euro-3                                   | Euro-3                                   |
| Двигатель: Мощность двигателя:                  | 300 л. с.                                | 300 л. с.                                |
| Двигатель: КПП:                                 | ZF Ecomat 5 HP 602 C                     | ZF Ecomat 5 HP 602 C                     |

## Оценки
Автомобильный журналист Иван Зенкевич дал такую оценку автобусу:
С высоты прошедших лет Волжанин 6270 высокопольный и полувысокопольный можно смело считать лучшими творениями Волгабас